# Like Father, like Son
Like Father, like Son è un album in collaborazione con Lil Wayne e Birdman, pubblicato il 31 ottobre 2006.
Fra gli artisti ospiti dell'album si possono citare Fat Joe, T-Pain, Rick Ross, Tha Dogg Pound e All Star Cashville Prince.
Il team produttivo comprende Swizz Beatz, Scott Storch ed altri

## Tracce
1. Loyalty (Intro)
2. Over Here Hustlin
3. Stuntin' like My Daddy
4. 1st Key (feat. Pimp C)
5. Like Father like Son
6. You Ain't Know
7. Family Rules (Skit)
8. Know What I'm Doin' (feat. Rick Ross & T-Pain)
9. Don't Die
10. Ain't Worried Bout Sh*t
11. Out Tha Pound (Birdman)
12. Leather So Soft
13. Army Gunz (Lil' Wayne)
14. Protector (Skit)
15. Get That Money
16. No More (feat. All Star Cashville Prince)
17. High
18. Cali Dro (feat. Tha Dogg Pound)
19. About All That (feat. Fat Joe)
20. Respect (Outro)

## Classifiche
| Classifica (2005)                     | Posizione più alta |
| ------------------------------------- | ------------------ |
| U.S. Billboard 200                    | 3                  |
| U.S. Billboard Top R&B/Hip-Hop Albums | 1                  |
| U.S. Billboard Top Rap Albums         | 1                  |